# Anthurium yurimaguense
Anthurium yurimaguense là một loài thực vật có hoa trong họ Ráy (Araceae). Loài này được Engl. ex K.Krause miêu tả khoa học đầu tiên năm 1932.